# Geode資本管理

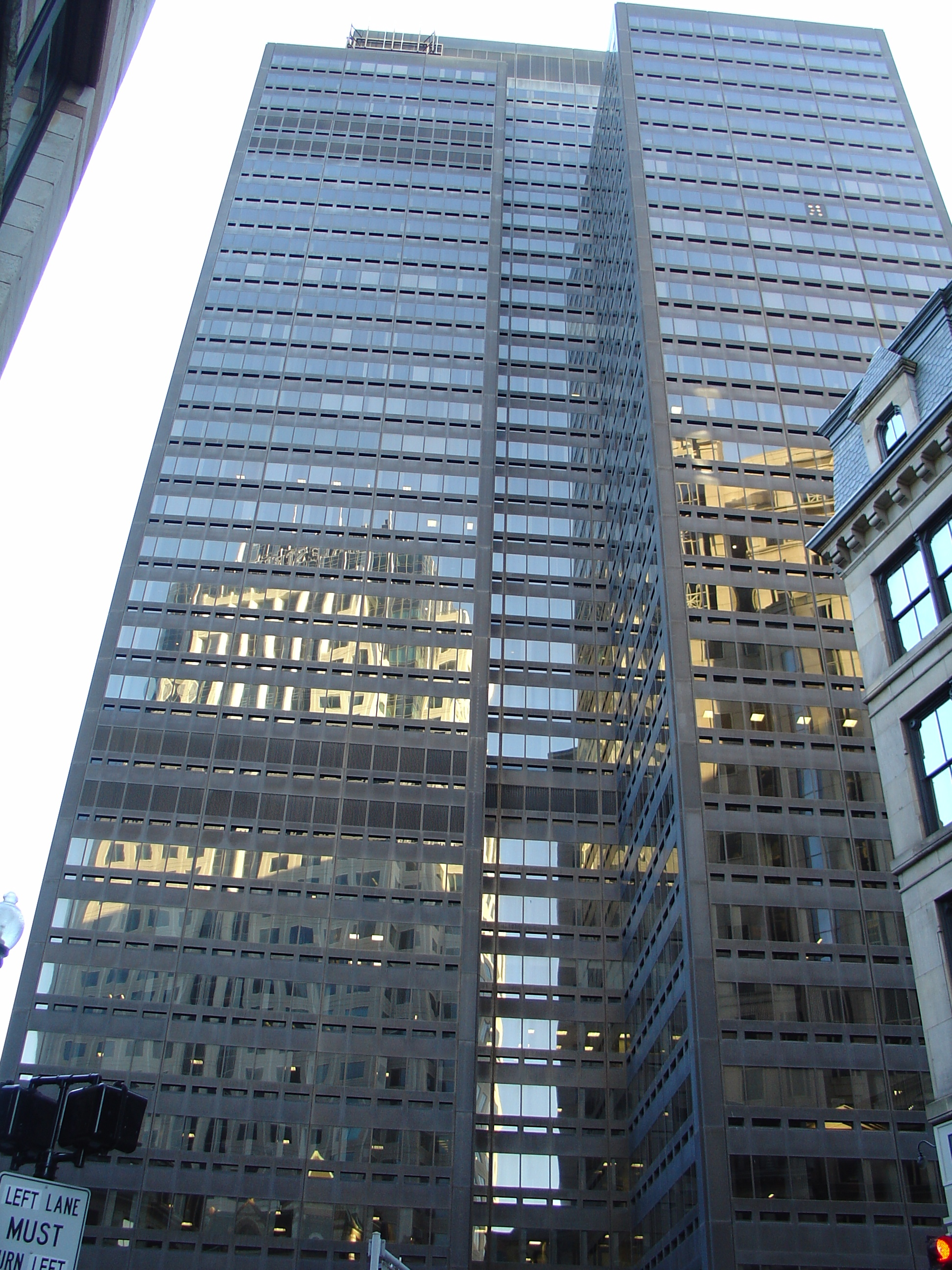

Geode資本管理（Geode Capital Management, LLC）是美國的一家投資管理公司，總部位於波士頓。該公司原本是富達投資的一部分。

## 外部連結
- 官方网站